# Ресурси і запаси фосфору
Ресурси і запаси фосфору (рос. ресурсы и запасы фосфора, англ. phosphorus resources and reserves; нім. Ressourcen  und Vorräte  an Phosphor) – 

## Загальна характеристика
Фосфор і його сполуки добуваються з фосфоритових, в меншій кількості – з апатитових руд. Ресурси пентоксиду фосфору (Р2О5 ) у фосфорних рудах оцінюються в 71 млрд т, з них на апатитові руди припадає всього 5,2 млрд т, тобто 7,3%. З 65,8 млрд т фосфоритових руд 7,3 млрд т ресурсів Р2О5 враховано на шельфах океанів, передовсім на південно-східному узбережжі США, а також на шельфах ПАР, Мексики, Марокко, Намібії.
Найбільшими ресурсами Р2О5 володіють США (23,7% світових), Марокко (22,9%) і Китай (13,4%). Ресурси басейну Скелястих гір у США, за деякими оцінками, становлять 7,55 млрд т Р2О5 , інші джерела дають менші значення. Унікальним є фосфоритоносний басейн Китаю Янцзи. Разом з тим, у Росії знаходиться майже дві третини світових ресурсів апатитових руд.
Великими ресурсами фосфору в фосфоритах володіють Мексика, Казахстан, Перу і Ірак, в апатитових рудах – ПАР. Ресурси Р2О5 в фосфорних рудах в Україні (млн т): апатити – 130; фосфорити – 400.
Концентрація запасів фосфорних руд у світі дуже велика: більше половини запасів Р2О5 переважно у вигляді фосфоритів зосереджено в Африці, п’ята частина – в Азії, в той час як країни Європи (без Росії) і Австралія з Океанією мають у своєму розпорядженні дуже невеликі запаси.
Табл. Ресурси і запаси п’ятиоксиду фосфору в фосфатних рудах на межі ХХ–XXI ст. (млн т) 
| Континенти   | Ресурси | Запаси підтв. | Частка у світі,% | Запаси загальні |
| Європа       | 1662,8  | 127,5         | 2,51             | 188             |
| Азія         | 18289   | 968,42        | 19,1             | 2986,82         |
| Африка       | 21743,7 | 2887,1        | 56,93            | 8270,4          |
| Америка      | 23586,5 | 600,56        | 11,84            | 1993,5          |
| Австр. і Ок. | 927,6   | 228           | 4,5              | 300             |
| Фосфорити    | 65792,9 | 4434,78       | 87,45            | 13141,72        |
| Апатити      | 5244,2  | 636,6         | 12,55            | 1416,5          |
| Разом        | 71037,1 | 5071,38       | 100              | 14558,22        |

## Регіони і країни
Лідером серед власників запасів фосфору у світі є Марокко. Загальні запаси пентоксиду фосфору в цій країні, де руди представлені виключно зернистими фосфоритами, складають понад 40% світових. У надрах США, що займають друге місце, зосереджено 6,1% світових загальних запасів фосфору. Значні запаси Р2О5 в Іраку (5,4%) і Єгипті (5,2%), Росії (4,6%).
Концентрація підтверджених запасів Р2О5 у світі також дуже велика: майже третина їх знаходиться в Марокко, далі йде Казахстан, а на третьому місці – Західна Сахара, що за загальними запасами займає лише восьме місце у світі. Істотні підтверджені запаси є в США, Єгипті, ПАР, Росії.
Родовища фосфоритових руд належать до шести геолого-промислових типів: зернистих фосфоритів, мікрозернистих фосфоритів, фосфоритових галечників, жовнових, черепашкових і “острівних” фосфоритів. Крім того, в Росії, як і в ПАР, експлуатуються родовища апатит-магнетит-рідкіснометалічного типу в карбонатитах; родовища цього типу відомі також в Бразилії, Ґабоні і ряді інших країн. Велике родовище апатитових руд в метаморфогених породах розвідане у В’єтнамі.
Близько 43,3% світових ресурсів фосфору і понад 70% його запасів зосереджено в родовищах зернистих фосфоритів, 32,6% ресурсів і 12% запасів припадає на частку мікрозернистих фосфоритів. Серед родовищ апатитових руд найпоширеніші родовища в карбонатитах, у т. ч. в їх корах вивітрювання, що становлять 6,6% світових ресурсів і понад 6% запасів фосфору. На інші промислові типи припадає не більше 1-2% ресурсів і запасів фосфору.
Потенційним джерелом фосфору є фосфатно-зернисті породи, що являють собою дрібні фосфоритові стяжіння (конкреції) в теригенних породах, переважно в пісках, виявлені останнім часом в багатьох країнах, у т. ч. на шельфах океанів.
Якість фосфатних руд визначається насамперед вмістом в них пентоксиду фосфору. У зернистих фосфоритах Марокко, Західної Сахари і Йорданії вміст P2O5 досягає 40%, в середньому 30%. Високими і порівняно витриманими концентраціями P2O5 характеризуються фосфоритові галечники формації Боун-Веллі у Флориді (США), однак їх запаси близькі до виснаження. Мікрозернисті фосфорити звичайно являють собою низькосортні руди із вмістом Р2О5 від 10 до 20%, і тільки іноді – 30% (Джорджіна в Австралії, Каратауське родов. в Казахстані, Куньян в Китаї). На родовищах черепашкових і жовнових фосфоритів руди, як правило, низькосортні (від 10 до 25% Р2О5 ).
Потужність фосфоритових пластів коливається від 1 м до 12 м, звичайно становлячи 1–3 м; відпрацьовуються пласти, що залягають на невеликій глибині, переважно відкритим способом. Виняток становлять мікрозернисті фосфорити, пласти яких часто мають круте падіння.
Зернисті фосфорити, фосфоритові галечники і черепашкові фосфорити легко збагачуються, на відміну від мікрозернистих, для яких характерні невеликі (0,01 мм) розміри фосфатних конкрецій і тісне зрощення фосфатних і нефосфатних мінералів. Важко збагачуються також жовнові фосфорити, в яких фосфат цементує нефосфатну частину породи, однак в них високий вміст лимонно-розчинних форм фосфату, що дозволяє використати такі руди для отримання фосфоритного борошна.
Руди апатитових родовищ, як правило, легко збагачуються завдяки порівняно великим розмірам зерен апатиту – від 0,1 мм до перших сантиметрів.
Вміст Р2О5 в рудах карбонатитових родовищ невисокий – 6-10%. Родовища цього типу звичайно комплексні і часто дуже великі (Палабора в ПАР, Ковдор у Росії).
Унікальне Хібінське родовище апатит-нефелінових руд у Росії має значні запаси; вміст Р2О5 коливаються від 10% до 19% у бідних і до 28% у багатих рудах. 
Забезпеченість підтвердженими запасами основних країн-продуцентів при рівні виробництва фосфорного концентрату, досягнутому в 1997 р., складає (років): Марокко, Казахстан, ПАР – понад 100, РФ – 75, США – 20, Йорданія – 15, Китай – 6. 